# Mogi das Cruzes Basquete
Il Mogi das Cruzes Basquete è una squadra di pallacanestro brasiliana con sede a Mogi das Cruzes, città del comune di San Paolo. Fondata nel 1995, la squadra, il cui nome completo è Associação Desportiva Mogi das Cruzes,  milita nel massimo campionato brasiliano.

## Storia
Il Mogi das Cruzes è stato fondato nel 1995, ma a causa di problemi finanziari dovette sospendere l'attività nel 2005. Il club riuscì però a riprendere la propria attività nel 2011, grazie ad una nuova proprietà.
La squadra iniziò ad avere seguito anni prima, quando nel 2003 il Mogi giocò la finale del campionato dello stato di San Paolo contro il COC Ribeirão Preto, una delle squadre più forti del Brasile in quell'anno. Il COC Ribeirão Preto, allenato da Lula Ferreira, riuscì ad imporsi con un sonoro 3-0.
Nel 2012, il Mogi riuscì a qualificarsi per la Super Copa Brasil de Basquete grazie al terzo posto nella Super Copa Sudeste de Basquete.
La squadra vinse la Supercoppa, tornando così nel massimo campionato brasiliano, la NBB.

## Palmarès

### Competizioni internazionali
- Liga Sudamericana: 1

2016